# The Goodies
The Goodies är en brittisk komedigrupp bestående av Tim Brooke-Taylor, Graeme Garden och Bill Oddie.

## The Goodies
Brooke-Taylor, Garden och Oddie studerade vid Universitetet i Cambridge i början av 1960-talet. De var alla medlemmar i universitetets komediklubb Footlights, samtidigt med bland andra Graham Chapman, John Cleese och Eric Idle som senare blev kända från Monty Python.
Brooke-Taylor, Garden och Oddie gjorde humorprogram för BBC Radio innan de gick över till TV i slutet av 1960-talet.

## TV-serienThe Goodies
Komediserien The Goodies sändes mellan 1970 och 1982. 
Brooke-Taylor, Garden och Oddie spelar Bill, Graeme och Tim, tre män i ständig penningnöd. Därför är de alltid redo att ta nya uppdrag Anywhere, Anytime, Anything.

## Utmärkelser
The Goodies vann Silverrosen vid Montreuxfestivalen två gånger, 1972 och 1975.

## Rollista i urval
- Tim Brooke-Taylor – Tim
- Graeme Garden – Graeme
- Bill Oddie – Bill